# ریا میچل
ریا میچل (انگلیسی: Rhea Mitchell; ۱۰ دسامبر ۱۸۹۰ – ۱۶ اکتبر ۱۹۵۷) هنرپیشه و فیلم‌نامه‌نویس اهل ایالات متحده آمریکا بود.